# Boqueirão do Piauí
Boqueirão do Piauí is een gemeente in de Braziliaanse deelstaat Piauí. De gemeente telt 6.599 inwoners (schatting 2009).